# پمبروک (جورجیا)
پمبروک، جورجیا (به انگلیسی: Pembroke, Georgia) یک شهر در ایالات متحده آمریکا با جمعیت ۲٬۱۹۶ نفر است که در جورجیا واقع شده‌است.

## موقعیت جغرافیایی
موقعیت جغرافیایی شهرها و مناطق اطراف به شرح زیر است: